# C.D. Guadalajara
Ikke at forveksle med den spanske fodboldklub Club Deportivo Guadalajara, S.A.D.
Club Deportivo Guadalajara (også kendt som Chivas Guadalajara, Guadalajara eller bare Chivas) er en mexicansk fodboldklub fra landets næststørste by Guadalajara. Klubben spiller i landets bedste liga, Liga MX, og har hjemmebane på stadionet Estadio Omnilife, der ligger i forstaden Zapopan. Klubben blev grundlagt den 8. maj 1906, og har siden da vundet 11 mesterskaber 
Chivas' største rivaler er Mexico City-klubben, América.

## Titler
- Liga Occidental (Amatør-æraen)(13): 1909, 1910, 1912, 1922, 1923, 1924, 1925, 1928, 1929, 1930, 1933, 1935, 1938

- Liga MX (11): 1957, 1959, 1960, 1961, 1962, 1964, 1965, 1970, 1987, Verano 1997, Apertura 2006

- Copa México (2): 1963, 1970

## Kendte spillere
| - Javier Hernández - Omar Bravo - Ignacio Calderón - Alberto Coyote - Benjamín Galindo - Crescencio Gutiérrez - Ramón Morales - Carlos Vela - Alberto Onofre - Sabás Ponce - Max Prieto - Fernando Quirarte - Carlos Salcido - Ramón Ramírez - Víctor Rangel - Salvador Reyes - Francisco Rodríguez - Joel Sánchez - Oswaldo Sánchez - Claudio Suárez - José de Jesús Corona - Eduardo de la Torre - Jared Borgetti - Javier Aguirre |